# Joe Fulks
Joseph Franklin "Jumping Joe" Fulks (Birmingham, Kentucky, 26 de octubre de 1921 - Eddyville, Kentucky, 21 de marzo de 1976) fue un jugador de baloncesto estadounidense que militó en Philadelphia Warriors de la NBA, y conocido por muchos como "El primer gran alero anotador". Era apodado "Jumping Joe" por su mecánica de tiro, difícil de taponar. Con 1,96 metros de altura, jugaba de ala-pívot.
Fulks fue uno de los primeros jugadores en ingresar en el Hall of Fame. 

## Trayectoria profesional

### Universidad
Después de pasar dos temporadas en la Universidad de Murray State, donde fue All-American en 1943 se enroló en la marina. Tras el final de la Segunda Guerra Mundial en donde formó parte el llamado All-Star Leathernecks, un equipo de baloncesto formado por los integrantes de la marina, lo que hizo llamar la atención de Eddie Gottlieb, técnico de los Philadelphia Warriors de la BAA, lo que a partir de 1949 sería la NBA.

### NBA
Gottlieb sabía que, tras estar exento de sus obligaciones militares, Fulks era un jugador muy cotizado por los demás equipos que formaban la liga. Fulks también era consciente de ello y le dijo a Gottlieb que a partir de 8000 dólares y un coche nuevo, podían empezar a hablar por lo que Gottlieb acabó aceptando.
Debutó en la temporada 1946-47 convirtiéndose así en el primer máximo anotador de la liga tras promediar 23,2 puntos por partido en temporada regular superando en más de seis puntos por partido al segundo clasificado, Bob Feerick de los Washington Capitols. En los Playoffs lideró a Philadelphia a su primer título de la BAA en 1947, anotando 37 y 34 puntos en el primer y último partido de la final.
Fulks promedió 22,1 puntos en la 1947-48, sin embargo no pudo revalidar su título de máximo anotador por una lesión en el tobillo que le hizo perderse varios partidos siendo superado en puntos totales por Max Zaslofsky de los Chicago Stags que por entonces era el factor que determinaba quién era el máximo anotador de la competición.
En la temporada volvió a acabar segundo en la clasificación  26 en la 1948-49, acabando segundo en ambas temporadas. En 1948 alcanzó de nuevo las finales pero esta vez sus Warriors cayeron 4-2 ante Baltimore Bullets. Durante sus 3 primeras temporadas, Fulks promedió 23.9 puntos, en una época donde todavía no estaba implantado el reloj de posesión y en la que rara vez los partidos superaban los 70 puntos.
El 10 de febrero de 1949 instauró un nuevo récord de 63 puntos (33 de ellos en la segunda mitad) en un partido frente a Indianapolis Jets. En ese encuentro Fulks hizo 27 de 56 en tiros de campo y 9 de 14 en tiros libres. Los 63 puntos fueron la mejor marca durante 10 años, hasta que Elgin Baylor anotara 64 el 8 de noviembre de 1959.
Pese a que siguió manteniendo buenos números no logró ningún título más con Philadelphia. Se retiró tras finalizar la temporada 1953-54. En 1961 fue incluido en el Mejor Quinteto del 25 aniversario de la NBA, y en 1971 en el equipo de plata de la NBA, en otro de sus aniversarios.
Tras su retirada, vivió en el condado de Marshall, en Kentucky. Murió el 21 de marzo de 1976 tras ser disparado por Gregg Bannister durante una pelea sobre un revólver.
En 1978 fue incluido en el Hall of Fame.

## Estadísticas de su carrera en la NBA
|  | Líder de la liga                                 |
|  | Denota temporada en la que fue Campeón de la NBA |

### Temporada regular
| Año      | Equipo       | PJ  | MPP  | %TC  | %TL  | RPP | APP | PPP  |
| -------- | ------------ | --- | ---- | ---- | ---- | --- | --- | ---- |
| 1946–47  | Philadelphia | 60  | –    | .305 | .730 | –   | .4  | 23.2 |
| 1947–48  | Philadelphia | 43  | –    | .259 | .762 | –   | .6  | 22.1 |
| 1948–49  | Philadelphia | 60  | –    | .313 | .787 | –   | 1.2 | 26.0 |
| 1949–50  | Philadelphia | 68  | –    | .278 | .696 | –   | .8  | 14.2 |
| 1950–51  | Philadelphia | 66  | –    | .316 | .855 | 7.9 | 1.8 | 18.7 |
| 1951–52  | Philadelphia | 61  | 31.2 | .312 | .825 | 6.0 | 2.0 | 15.1 |
| 1952–53  | Philadelphia | 70  | 29.8 | .346 | .727 | 5.5 | 2.0 | 11.9 |
| 1953–54  | Philadelphia | 61  | 8.2  | .266 | .571 | 1.7 | .5  | 2.5  |
| Total    | Total        | 489 | 23.4 | .302 | .766 | 5.3 | 1.2 | 16.4 |
| All-Star | All-Star     | 2   | 9.0  | .409 | .700 | 6.0 | 2.5 | 12.5 |

### Playoffs
| Año   | Equipo       | PJ | MPP  | %TC  | %TL  | RPP | APP | PPP  |
| ----- | ------------ | -- | ---- | ---- | ---- | --- | --- | ---- |
| 1947  | Philadelphia | 10 | –    | .288 | .787 | –   | .3  | 22.2 |
| 1948  | Philadelphia | 13 | –    | .242 | .810 | –   | .2  | 21.7 |
| 1949  | Philadelphia | 1  | –    | .000 | .000 | –   | .0  | .0   |
| 1950  | Philadelphia | 2  | –    | .192 | .500 | –   | 1.0 | 7.5  |
| 1951  | Philadelphia | 2  | –    | .327 | .741 | 8.0 | .5  | 26.0 |
| 1952  | Philadelphia | 3  | 23.3 | .152 | .778 | 4.0 | .7  | 5.7  |
| Total | Total        | 31 | 23.3 | .258 | .782 | 5.6 | .4  | 19.0 |